# آر. ستيفن بيري
آر. ستيفن بيري (بالإنجليزية: R. Stephen Berry)‏ هو كيميائي أمريكي، ولد في 1931 في دنفر في الولايات المتحدة.